# Chandler (aplicación informática)
El Chandler es un administrador de información personal (PIM) de código abierto y libre lanzado bajo licencia GNU General Public License. Ofrece soporte para calendario, Correo electrónico, tareas y notas.
Chandler está siendo desarrollado la Open Source Applications Foundation (OSAF). El lenguaje de programación principal es Python, que permite que funcione bajo Windows, Linux, y Macintosh. Toma su nombre del novelista Raymond Chandler, y está basado en Lotus Agenda, un PIM de los años 1980.

## Metas de diseño de Chandler
- Hacer un software de código abierto que soporte estándares abiertos eligiendo proyectos que son confiables, bien documentados, y ampliamente usados
- Usar el lenguaje Phyton en el nivel alto para orquestar código de alto desempeño de bajo nivel.
- Diseñar una plataforma que soporte una arquitectura modular extensible
- Para el cliente del escritorio, elija una caja de herramientas de U/I de plataforma cruzada que proporcione experiencia de usuario nativa
- Usar una base de datos de objetos
- Construir pensando en la seguridad desde el principio
- Hacer una arquitectura que soporte compartir, comunicación, y colaboración